# Forever Memories
〈Forever Memories〉(포에버 메모리즈)는 w-inds.의 데뷔 싱글이다. 2001년 3월 14일 FLIGHT MASTER(포니 캐년)에서 발매하였다.

## 개요
데뷔 전, 요요기공원과 시부야에서 거리 퍼포먼스로 먼저 공개하였다. 데뷔곡 후보에 3곡이 준비되었고, 현재 1집 앨범에 수록된 ROUND&ROUND가 데뷔곡으로 발표할 예정이었다.
안무 지도는 선배 가수인 DA PUMP의 KEN이 담당하였다.
3월 11일에 시부야109 앞에서 열린 데뷔 기념 이벤트에서는 8천명의 관객이 모였으며, 싱글 발매기념 라이브&악수회는 홋카이도에서 후쿠오카까지 총 7곳에서 개최하였다.
오리콘 차트에는 23주 연속등장하여 최초의 롱히트를 기록한 작품이기도 하다.
초회한정반 특전
- 초회한정반에는 w-inds. 트레이딩 카드 (4종류 중 1종) 봉입.

※현재 초회한정반은 프리미엄이 붙어서 희소가치가 높다.

## 수록곡
1. Forever Memories
2. Moon Clock
3. Forever Memories (Za Downtown Street Remix)
4. Forever Memories (Instrumental)

작사, 작곡, 편곡 : 하야마 히로아키
리믹스 : Banana Ice (#3)

## 차트 성적
- 최고순위 12위 (오리콘)